# Indiantown (Floride)
Pour les articles homonymes, voir Indiantown.
Indiantown est un village américain situé dans le comté de Martin, en Floride.

## Démographie
| 2000  | 2010  | - | - | - | - |
| ----- | ----- | - | - | - | - |
| 5 588 | 6 083 | - | - | - | - |